# Мілан Балабан
Мілан Балабан (чеськ. Milan Balabán; 3 вересня 1929, Боратин, Тарнопольське воєводство, Польща — 4 січня 2019, Лібіце-над-Цідліною, Чехія) — чехословацький теолог, професор релігії та Старого Завіту, пастор Євангельської церкви чеських братів (ЄЦЧБ) і поет. Балабан був активним антикомуністичним дисидентом під час комуністичного режиму в Чехословаччині і був одним з підписантів Хартії 77. Він також входив до групи чеських дослідників Старого Заповіту, які створили Чеський екуменічний переклад Біблії. Цей переклад, який був написаний і перекладений старозавітними богословами, залишається найбільш поширеним чеським перекладом Біблії до сьогодні.

## Біографія
Балабан народився 3 вересня 1929 року в селі Боратин Тарнопольського воєводства Польщі (нині на території сучасної України) в сім'ї євангелічного диякона і вчителя релігії Антоніна Балабана, який працював серед волинської богеми.
Після закінчення протестантського теологічного факультету у Карловому університеті Мілан був кліриком Євангельської церкви чеських братів в Шенові під Остравою (1 грудня 1952 р. — 27 лютого 1953 р.), у Стрмілові (1 травня 1955 р. — 15 листопада 1966 р.), Семтеші. (з 16 листопада 1966 року) і Прага-Радотині.
З 1950-х років він належав до об'єднання «Нова орієнтація», яке критикувало становище не тільки в церкві, а й у суспільстві загалом. Він продовжував наполягати на демократичних реформах протягом 1950-х, 1960-х і 1970-х років, будучи антикомуністичним дисидентом. У результаті комуністична влада Чехословацької Соціалістичної Республіки позбавила його ліцензії на священнослужіння в 1974 році Він був змушений працювати фізичною працею, яка включала роботу у міській каналізаційній системі Праги.
Балабан підписав Хартію 77, яка закликала до прав людини та демократичних реформ у Чехословаччині.
З 1990 року працював релігієзнавцем на євангелічному богословському факультеті Карлового університету в Празі. У 1995 році його призначили професором. У жовтні 2002 року отримав державну нагороду за заслуги перед Чехією.
Мілан Балабан помер 4 січня 2019 року, у віці 89 років, в Лібіце-над-Цідліною, Чехія

## Обрана бібліографія
- Víra nebo osud (1993)
- Hebrejské myšlení (1993)
- Gilgameš (2002)
- Moudrost ve Starém zákoně (під псевдонімом Карел Флоссман, 1989)
- Hebrejské myšlení (1993)
- Bojovníci a trpitelé (1994), ISBN 80-900696-6-5
- Hebrejské člověkosloví (1996)
- Cesty vzhůru — problematika překladu Žalmu 120—135 (в співавт., 1997), ISBN 80-86005-38-0
- Ohlasy Starého zákona v české literatuře 19. a 20. století (в співавт., 1997), ISBN 80-86005-41-0
- Tázání po budoucím — myšlenkové proudy starého Izraele (в співавт., 1998
- Gilgameš — mytické drama o hledání věčného života (в співавт., 2002)
- Nejkrásnější píseň Šalamounova (2002)
- Kvete-li vinný kmen (2002), ISBN 80-7017-829-9
- Hudba pro pozůstalé (2006), ISBN 80-7215-280-7
- Biblický třpyt v české poezii (в співавт., 2007)
- Putování k čirému (в співавт., 2007), ISBN 978-80-86057-44-6
- Jímavé portréty biblických žen (2009), ISBN 978-80-7017-122-6
- Domov a bezdomoví i jiné zprávy (2009), ISBN 978-80-904015-5-6
- Víra (u) Václava Havla (2009), ISBN 978-80-7298-412-1
- Šepoty a křiky víry (2010), ISBN 978-80-87377-07-9
- Cestami kulhavého Jákoba (2011), ISBN 978-80-7215-417-3
- Pravěká tanečnice (2011), ISBN 978-80-87377-32-1

## Нагороди
- Медаль «За заслуги» (жовтень 2002), нагороджена президентом Вацлавом Гавелом, дисидентом Хартії-77.[17]